# Geliflukcija
Geliflukcija (zelo podobna soliflukciji) je oblika obsežnega premikanja zgornjega dela preperine, močno prežete z vodo, po pobočjih navzdol.
Geliflukcija se pojavlja v periglacialnih območjih, kjer sneži 6–8 mesecev letno in kjer je prst večinoma stalno zamrznjena (območje permafrosta). Spomladi se talita sneg in led, s tem se tali tudi zgornja plast prsti, pokrajina pa je močno poplavljena z letno količino dežja, ki zapade v nekaj dneh. Zgornji del prsti postane prežet z vodo in teče po spodnji, zamrznjeni plasti po pobočju navzdol. Geliflukcijo zasledimo na pobočjih z nagnjenostjo manj kot 0,5°. 